# Leo Beranek

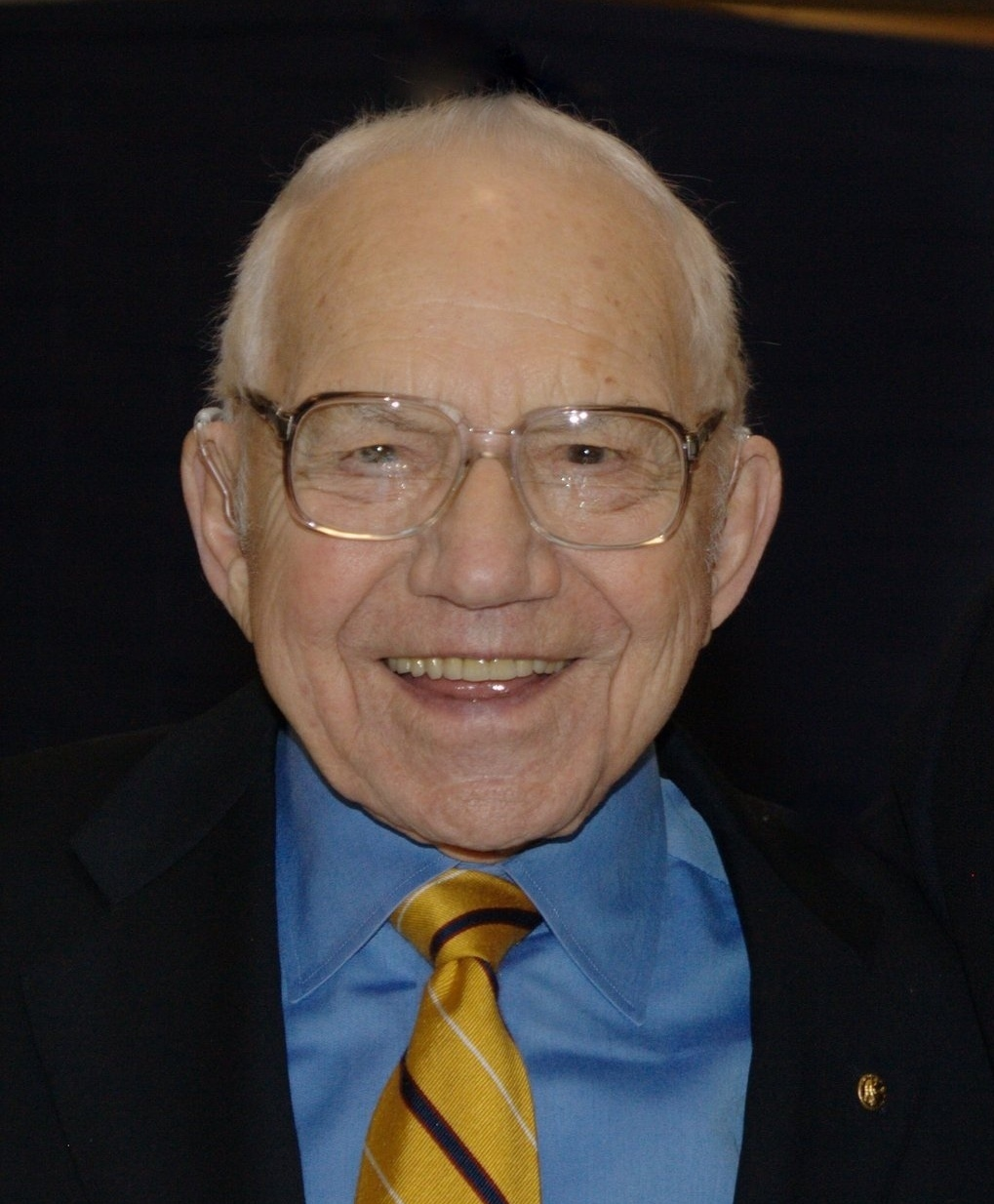
Leo L. Beranek (2011)

Leo Leroy Beranek (* 15. September 1914 in Solon, Iowa; † 10. Oktober 2016) war ein US-amerikanischer Spezialist für Akustik. Er war Professor am Massachusetts Institute of Technology (MIT) und war einer der Gründer von Bolt, Beranek and Newman (BBN), einer Beratungsfirma für Akustik.
Beranek spielte früh Klavier und wuchs in Mount Vernon (Iowa) auf. Er studierte am Cornell College in Iowa und machte dort 1936 seinen Bachelor-Abschluss, während er sich Geld mit Radioreparaturen verdiente. 1940 wurde er an der Harvard University promoviert und war im Zweiten Weltkrieg im elektroakustischen Labor in Harvard, wo er unter anderem an Rauschunterdrückung bei Funkkommunikation mit Flugzeugen arbeitete. 1947 bis 1958 war er Professor für Communications Engineering am MIT und war 1948 einer der Gründer von BBN und 1952 bis 1971 deren Präsident.
Er war Verfasser eines Standardwerks über Akustik, das zuerst 1954 erschien. Als Spezialist für Raumakustik untersuchte er  (und entwarf auf akustischem Gebiet) auch viele Konzertsäle, was sich in seiner Buchveröffentlichung Music, Acoustics and Architecture von 1962 niederschlug.
Von 1983 bis 1986 war er im Vorstand des Boston Symphony Orchestra.
Er wurde 1946 Fellow der American Physical Society sowie 1952 der American Academy of Arts and Sciences und erhielt 2003 die National Medal of Science. Seit 1966 ist er Mitglied der National Academy of Engineering. 1975 erhielt er die Goldmedaille der Acoustical Society of America und 1971 die Goldmedaille der Audio Engineering Society. Er ist Ehrenmitglied des American Institute of Architects. 2003 erhielt er die Per Bruel Goldmedaille der ASME.

## Schriften
- Acoustics, McGraw Hill 1954, Acoustical Society of America 1986
- Herausgeber mit Istvan L. Ver: Noise and Vibration Control Engineering, Wiley 1992
- Herausgeber: Noise and Vibration Control, 1971, Neuauflage 1988
- Concert Halls and Opera Houses: music, acoustics and architecture, 2. Auflage, Springer Verlag 2004 
  - Zuerst als Music, acoustics and architecture, Wiley 1962
- Concert and Opera Halls: how they sound, American Institute of Physics/Acoustical Society of America 1996
- Acoustical Measurements, Wiley 1949, American Institute of Physics/Acoustical Society of America 1988
- Riding the Waves: a life in sound, science and industry, MIT Press  2008 (Autobiographie)